# Awateria optabilis
Awateria optabilis är en snäckart som först beskrevs av R. Murdoch och Suter 1906.  Awateria optabilis ingår i släktet Awateria och familjen kägelsnäckor. Inga underarter finns listade i Catalogue of Life.